# Diocus gobinus
Diocus gobinus – gatunek widłonoga z rodziny Chondracanthidae. Po raz pierwszy zgodnie z zasadami nazewnictwa binominalnego opisał go w 1776 roku duński przyrodnik Otto Friedrich Müller, nadając mu nazwę Lernaea gobina. 